# スーパーシャーマン

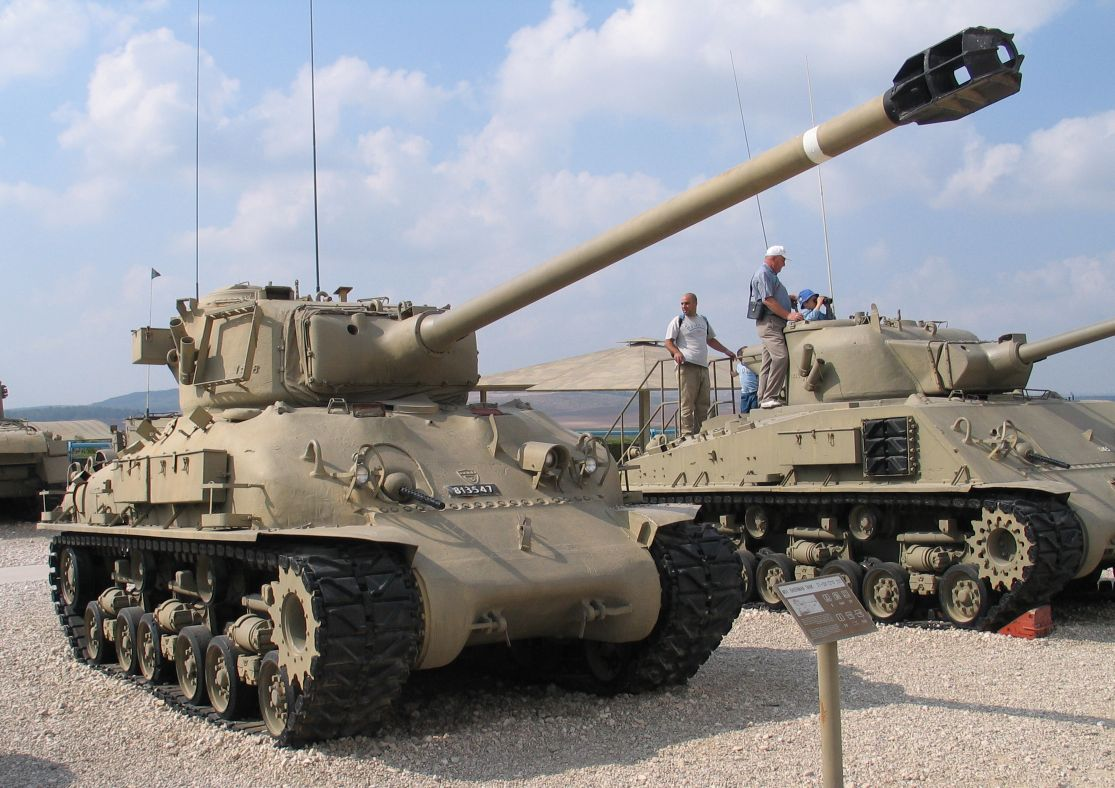
M51スーパーシャーマン（奥はM50）

スーパーシャーマン（Super-Sherman）は、アメリカ合衆国が開発・生産したM4シャーマン戦車に、イスラエル国防軍（IDF）が独自の改良を加えて1950年代から1980年代にかけて使用したM1/M50/M51戦車の通称である。
本項ではこれらの車輌に加えて、同軍のM4およびその派生車の運用についても概説する。

## M4の導入

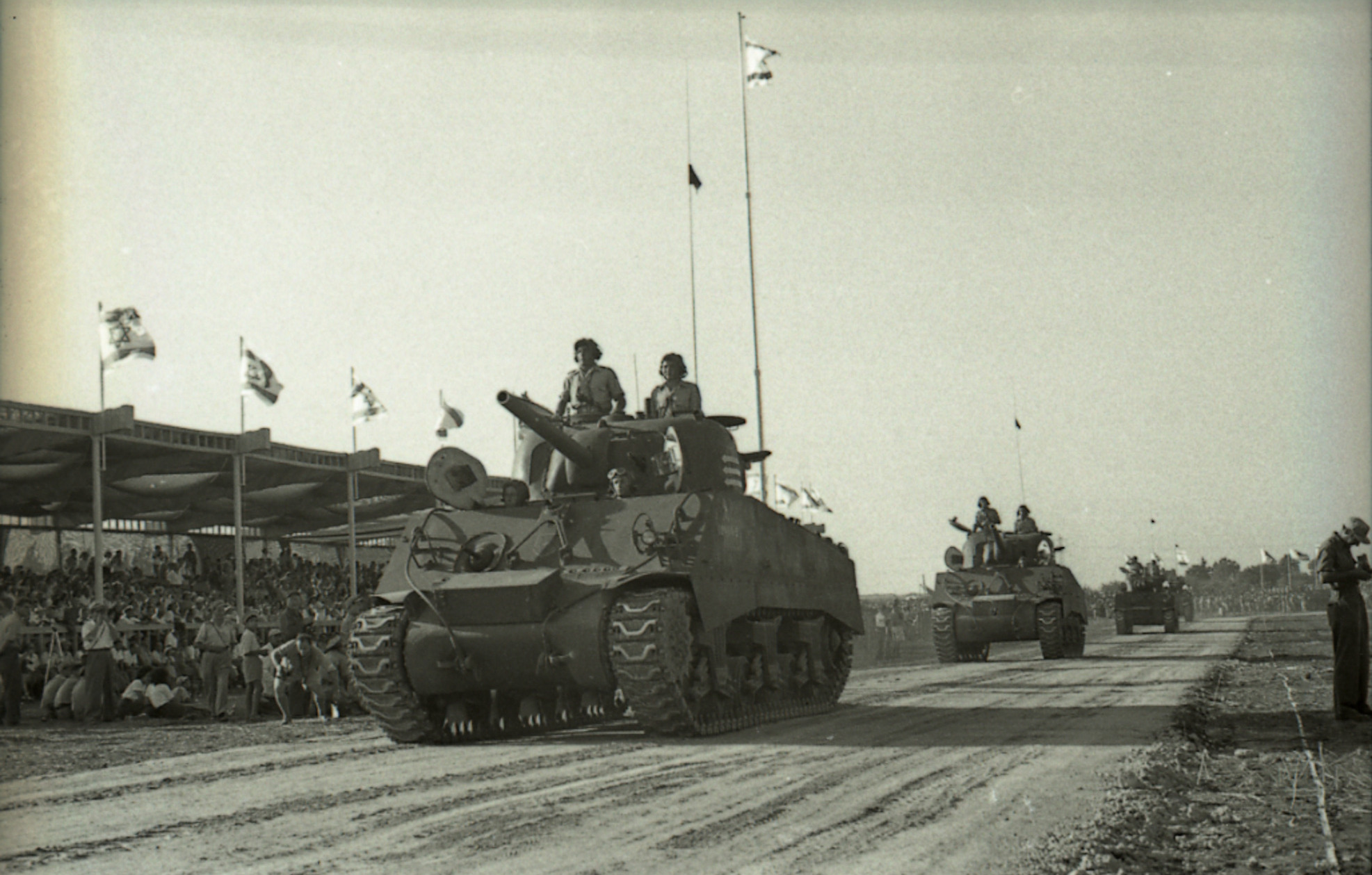
M4(105)に初期型防盾の75mm砲を搭載した独自改修車

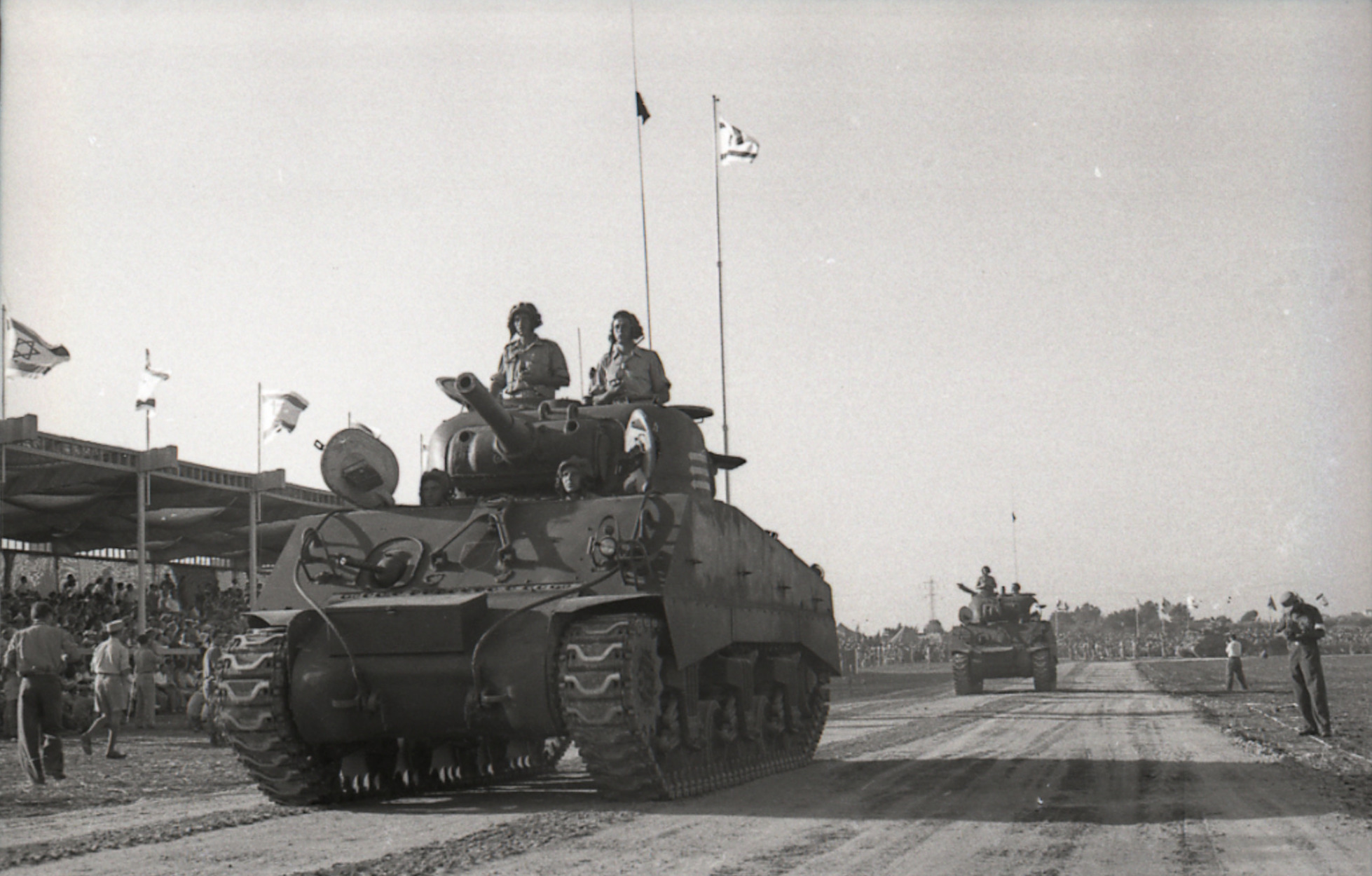
M4(105)の防盾のままクルップ製75mm砲を搭載した独自改修車

第二次世界大戦後、イギリスに委任統治されていたパレスチナでは、ユダヤ人達が1948年5月14日付の期限切れと共にユダヤ人国家建国準備を進めており、同時に予想された周辺アラブ国家およびパレスチナ人勢力との戦争に向けて軍事組織ハガナーを中心に軍備増強を進めていた。しかし表立った武器輸入が禁止されていたため銃火器や非武装車輌の密輸程度に留まっており、砂漠での地上戦を制するのに必要な戦車の調達が急務であった。
そこでハガナーは、引き揚げのために港町ハイファに集結していたイギリス軍からM4シャーマンおよびクロムウェル巡航戦車計3輌を盗み出した。これらの戦車は、イスラエル独立宣言と共に始まった第一次中東戦争において貴重な機甲戦力となった。一時休戦時には、ハガナーを中心にイスラエル国防軍が編成され、世界中から中古M4をスクラップなどの名目でかき集めた。これらの戦車は砲に穴が空けられるなどして、兵器として再利用できないようになっていた。軍は、当初は金属の栓で砲の穴を塞ぎ、後にスイスで入手したクルップ社製1911年式75mm砲に換装するなどして、使用可能なM4戦車として復活させ、初期の機甲部隊の中核戦力とした。第一次中東戦争が終結してイスラエルが国家として認められると、完全な状態の車両や正規の部品・装備品も輸入できる様になった。
アメリカの高い自動車産業技術で製造されたM4戦車は、シンプルで機械的信頼性や各型の部品互換性も高く、また後に導入されるセンチュリオンと違い中東の砂漠地帯における運用上の問題も少なく、その後長期に渡ってイスラエル軍機甲戦力の中核を担った。なおこれらの車輌はM3 75mm砲またはM4 105mm榴弾砲装備型が中心であり、M1 76mm戦車砲装備型やQF 17ポンド砲を搭載したファイアフライはほとんどなかったようである。そのためアラブ諸国のソ連製戦車にやがて火力において劣勢となり、更に装甲防御力不足も深刻な問題となった。しかし、エンジンや走行系の換装をしても重量的に攻撃力と防御力の同時強化は無理で、やむなく火力強化のみのアップグレードが図られた。

## M1スーパーシャーマン

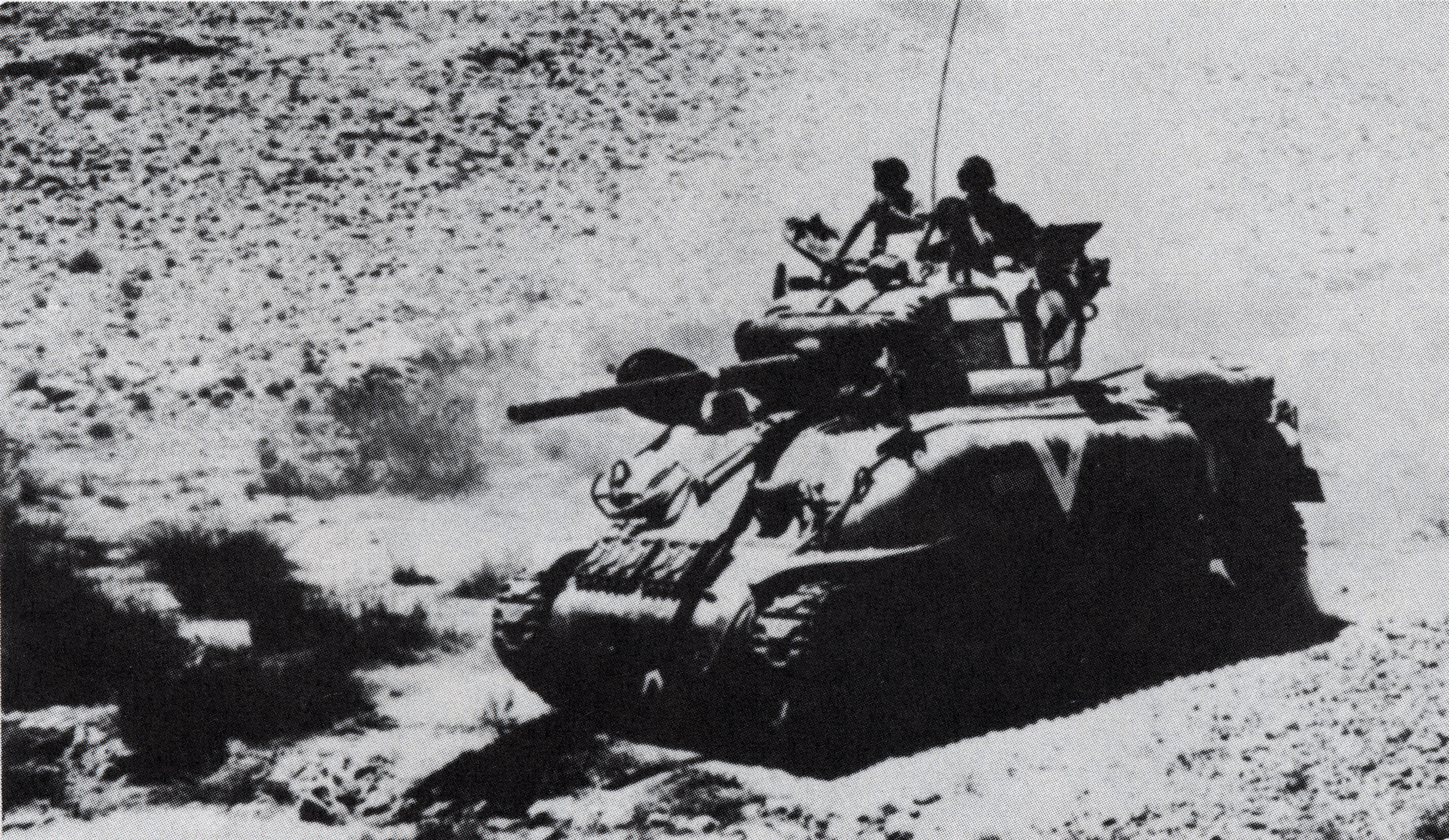
M1スーパーシャーマン（VVSS）

1956年頃、当時のアラブ諸国の主力戦車T-34/85に対抗してM4の火力強化が推進された。後述のM50の開発と並行して、それまで中心であった75mm砲搭載車に加え、大戦後にアメリカからフランスへ1254輛が供与されたM4A1（76）W後期型のうちの250輛程と、少数のM4A3（76）Wを導入した。同車に搭載されたM1 76mm戦車砲はT-34/85に対して十分な威力を発揮し、この事から75mm砲搭載車との区別のために搭載砲に因んでM1スーパーシャーマンの名が与えられた。これに伴い、IDF内部では既存のシャーマンを基となった車輌の型式とは無関係に、M3 75mm砲搭載車はシャーマンM3、M4 105mm榴弾砲搭載車はシャーマンM4と、同じく搭載砲の型式番号を付けて呼ぶようになった。
一部の車輌は1960年代半ばには走行装置をオリジナルのVVSSからHVSSサスペンションと幅広履帯"T-80"に換装し、さらに1970年代にエンジンをカミンズVT-8系ディーゼルエンジンに換装され、1973年の第四次中東戦争でもドーザー車などの特殊用途に使用された。

## M50スーパーシャーマン

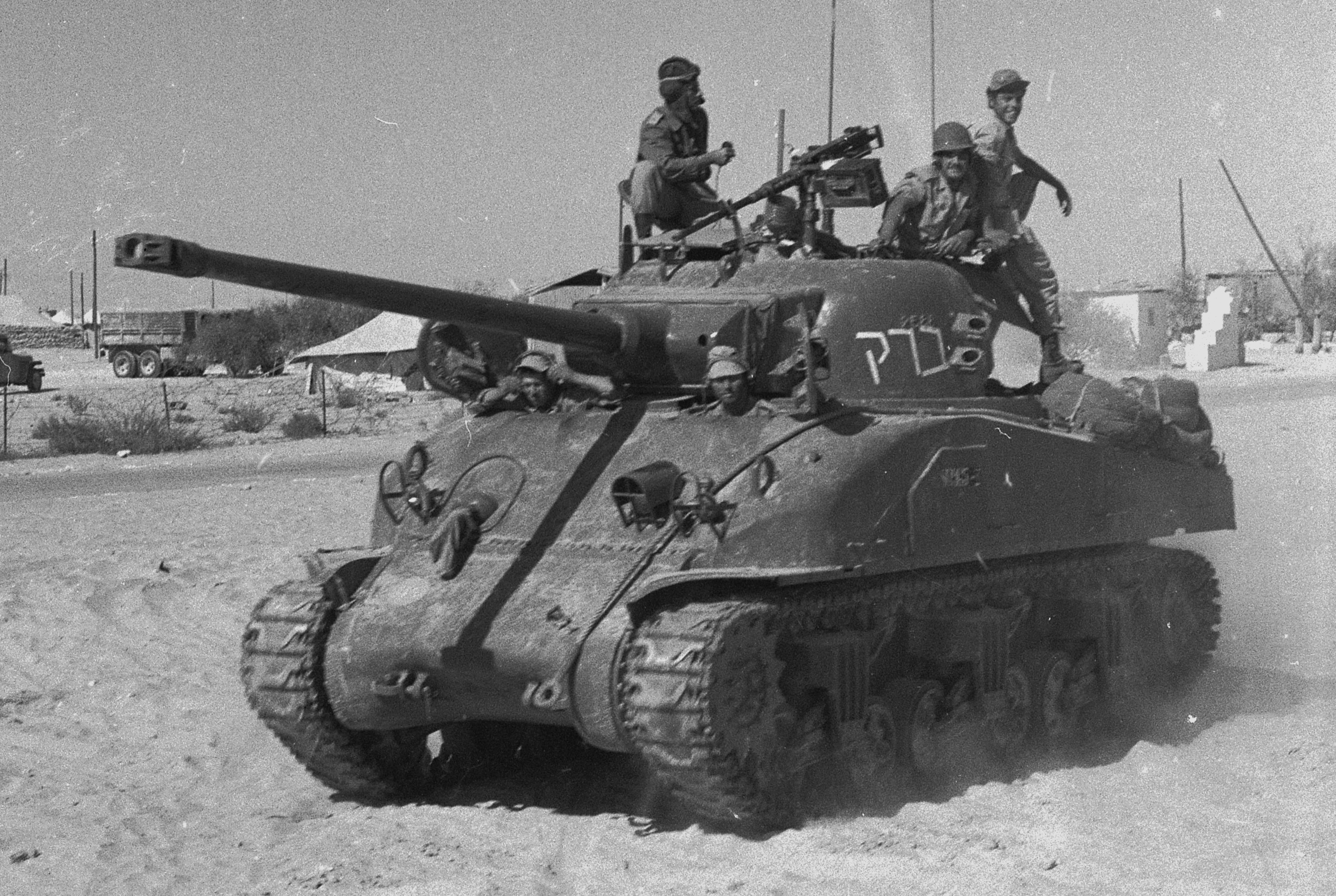
M50スーパーシャーマン（VVSS）

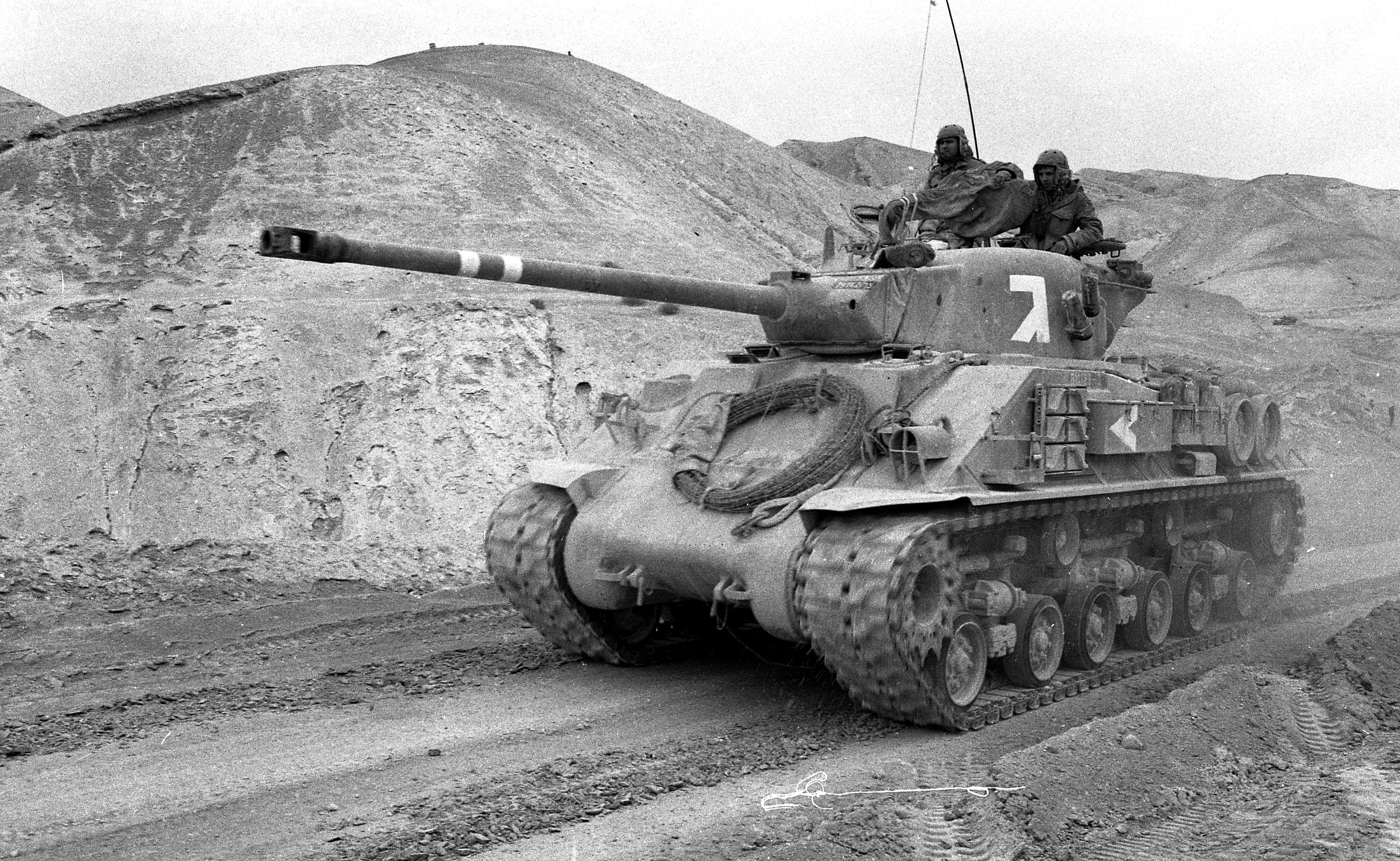
M50スーパーシャーマン（HVSS）

M1の導入と並行して、旧75 mm 砲搭載車のアップグレードとしてフランスのAMX-13軽戦車に搭載されていた75 mm 戦車砲CN-75-50の搭載が検討され（同じ75 mm 砲でもこちらはパンター中戦車の7.5 cm KwK 42 L/70戦車砲を改良した物で威力は段違いだった。なお同時に検討されたAMX-13自体の導入は自動装填装置の信頼性などから一度は見送られたが、結局後に導入されている）、M50スーパーシャーマンが生み出された。砲塔はオリジナルの75 mm 砲塔(装填手用ハッチ付きの後期型)をベースに前後を鋳造部品を溶接して延長、砲尾と後退量の大きなCN-75-50砲を搭載するスペースを確保している。装填は手動式に変更された。車長用ハッチは両開き式の物と、後期の片開き式の物が混在している。また、砲塔側面には発煙弾発射機が装着されている。
ベース車体はM4A4の延長車体が最も多かった様だが、鋳造のM4A1を使用したものも多く、標準長の溶接車体、M4ハイブリッド車体を使用した車輌も存在している。また、M4A4、A2、A3の車体をベースとした場合、基本的にエンジンはM4・M4A1と同じコンチネンタル製ガソリンエンジンに統一されている。VVSSサスペンションや転輪類、デファレンシャルカバーは新旧様々なタイプが混用されているが、履帯はほぼ全てのVVSSタイプで、鋼鉄製のT54E1が使用されている。
60年代頃にはHVSSやカミンズ製ディーゼルエンジンへの換装が行われ、増幅されたフェンダー上には工具箱やジェリカン、予備転輪や履帯などの車外装備品が搭載された。又、この時期に主砲基部にサーチライトを装備する改造が行われた様である。また、カミンズ製ディーゼルエンジン装備タイプも60年代～70年代後期にかけ何段階かの改修がおこなわれており、初期には車体下部リアパネルにM4A3のような排気管が装備されていたが、70年代には排気管は車体エンジンデッキ上に移されている。なお前述のM1と後述のM51なども含めて、M4A4延長車体以外の車体ではカミンズ製ディーゼルエンジンがわずかに納まり切らず、車体後部のエンジン点検ハッチ部分が10 cm ほど増厚されている。資料によっては、VVSSサスペンション、コンチネンタル製ガソリンエンジン搭載の初期タイプをM50 Mk.I、HVSSサスペンション、カミンズ製ディーゼルエンジン搭載の後期タイプをM50 Mk.IIとして区別している。
1956年の第二次中東戦争では、エジプト軍の使用したAMX-13の砲塔を装備したM4戦車などと交戦した。またレバノン内戦以降は南レバノン軍（SLA）などに供給されている。

## M51スーパーシャーマン

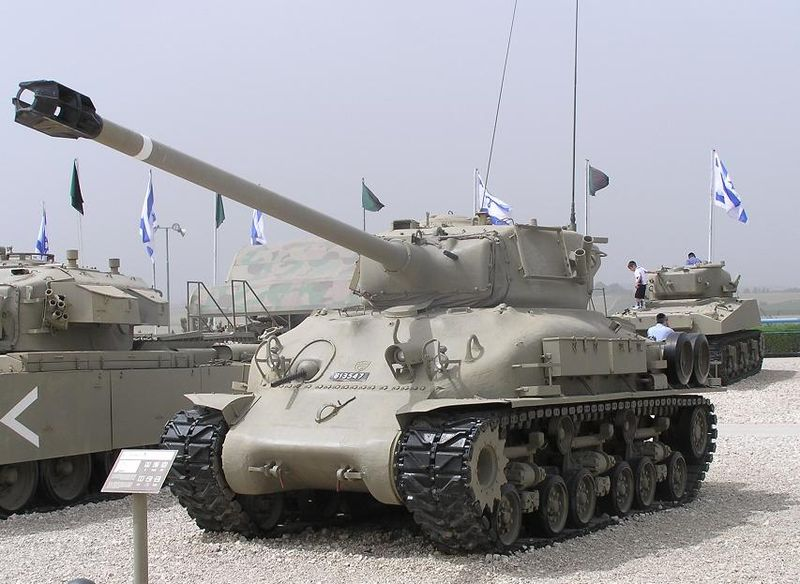
M51スーパーシャーマン

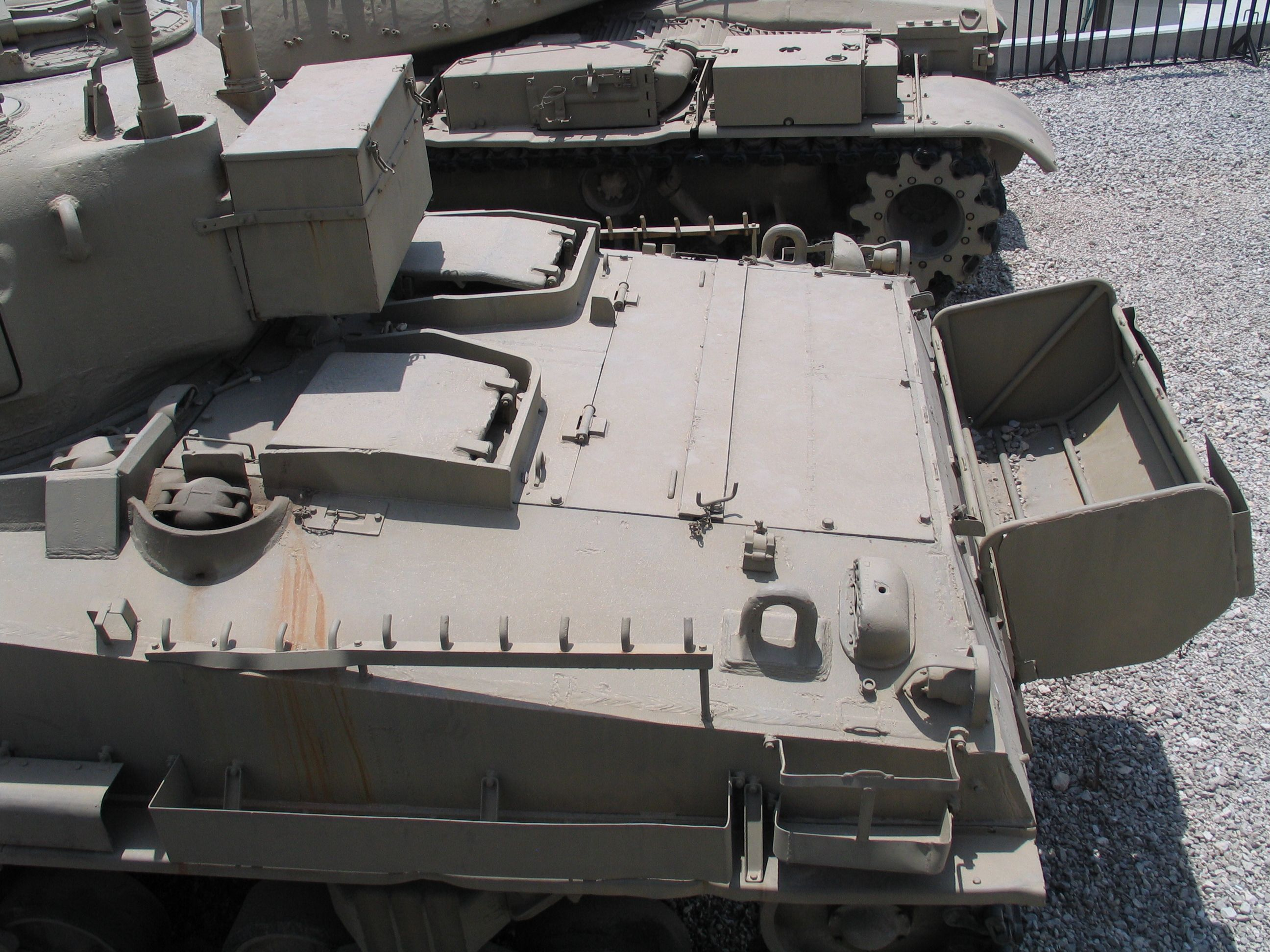
カミンズ製ディーゼルエンジン搭載車のエンジンデッキ。コンチネンタル製ガソリンエンジンデッキを中央で切断し、左右を入れ替えたデザインになっている。

1960年頃、アラブ諸国が導入を進めていたIS-3やT-55戦車への対抗策として更に強力な105 mm 砲の導入が検討され、フランスがAMX-30用に開発したCN-105-F1砲が候補に挙がった。同砲はHEAT弾のライフリング回転による威力低下をベアリングで相殺して抑える当時としては画期的な「G弾」を使用できたのが特徴で、イスラエルとフランスとの共同研究の結果、砲身長を56口径から44口径に短縮し（それでも約4.5メートルに達した）、先端に板金溶接製の巨大なマズルブレーキを搭載して後退量を抑える事でM4の76 mm 砲塔への搭載を可能にした。なお、砲身長が短くなった事で砲弾初速が低下しているが、化学エネルギーを利用するHEAT弾を使用することから、威力はほとんど低下しなかった。
こうして1962年に同砲を搭載したM51スーパーシャーマンが生み出された。車体はM4A1鋳造後期型車体を使用（一部はM4A3溶接後期型車体）、砲塔は長大な砲身との重量バランスを取るために後部が延長された。生産時期の関係から、ほとんどの車両がHVSSサスペンション・カミンズ製ディーゼルエンジンを装備しているが、初期に製造された物の中にはコンチネンタル製ガソリンエンジンを装備している例も有る。
1967年の第三次中東戦争では、既に導入の始まっていたセンチュリオン（ショット）やM48パットン（マガフ）と遜色無い能力を発揮し、エジプト軍機甲部隊相手に圧倒的な戦果を挙げている。なおエンジン排気管や車外装備品の配置、砲塔の機銃や迫撃砲の有無など、時期によって細部の変化が見られる (詳細は後述)。

### Degem Alef
1962年に生産された最初の量産型は"Degem Alef" (A型) と呼ばれる。走行装置は最初からHVSSサスペンションを装備しているが、エンジンはコンチネンタル製ガソリンエンジンで、車外装備品も後のタイプに比べると少なく、車体両サイドの雑具箱と予備履帯は装着されているが予備転輪は装着されておらず、携行缶は車体後部に1箇所のみ搭載されている。

### Degem Beth
1960年代中盤からはエンジンをカミンズ製ディーゼルエンジンに換装した車両の製造が始まり、このタイプは"Degem Beth" (B型) 、あるいは"改修バッチ1"と呼称される。エンジン換装の他、車体側面に携行缶ラック、予備転輪が搭載されるようになっている。1967年の第三次中東戦争の時点では配備されているM51の多くがこの状態であった。

### Degem Gimel
1960年代末頃から1970年代初頭に行われた改修を受けた車両が"Degem Gimel" (C型) 、あるいは"改修バッチ2"と呼称されている。C型（バッチ2）の車両はカミンズディーゼルエンジンデッキの後半部分にルーバーが追加されている他、主砲トラベリングロック装置の強化、車体側面の雑具箱を片側2個に増設し予備履帯ラックを砲塔側面に移動させるなどの改修が行われている。1973年の第四次中東戦争の時点ではバッチ1、バッチ2の車両が混在していた。この頃のイスラエル軍は既にL7 105mm戦車砲を搭載したセンチュリオン (ショット)や、M48 (マガフ)といったより強力な戦車を運用していたが、M51も現役で使用されており、実戦に参加した記録が残されている。

### Degem Dalet

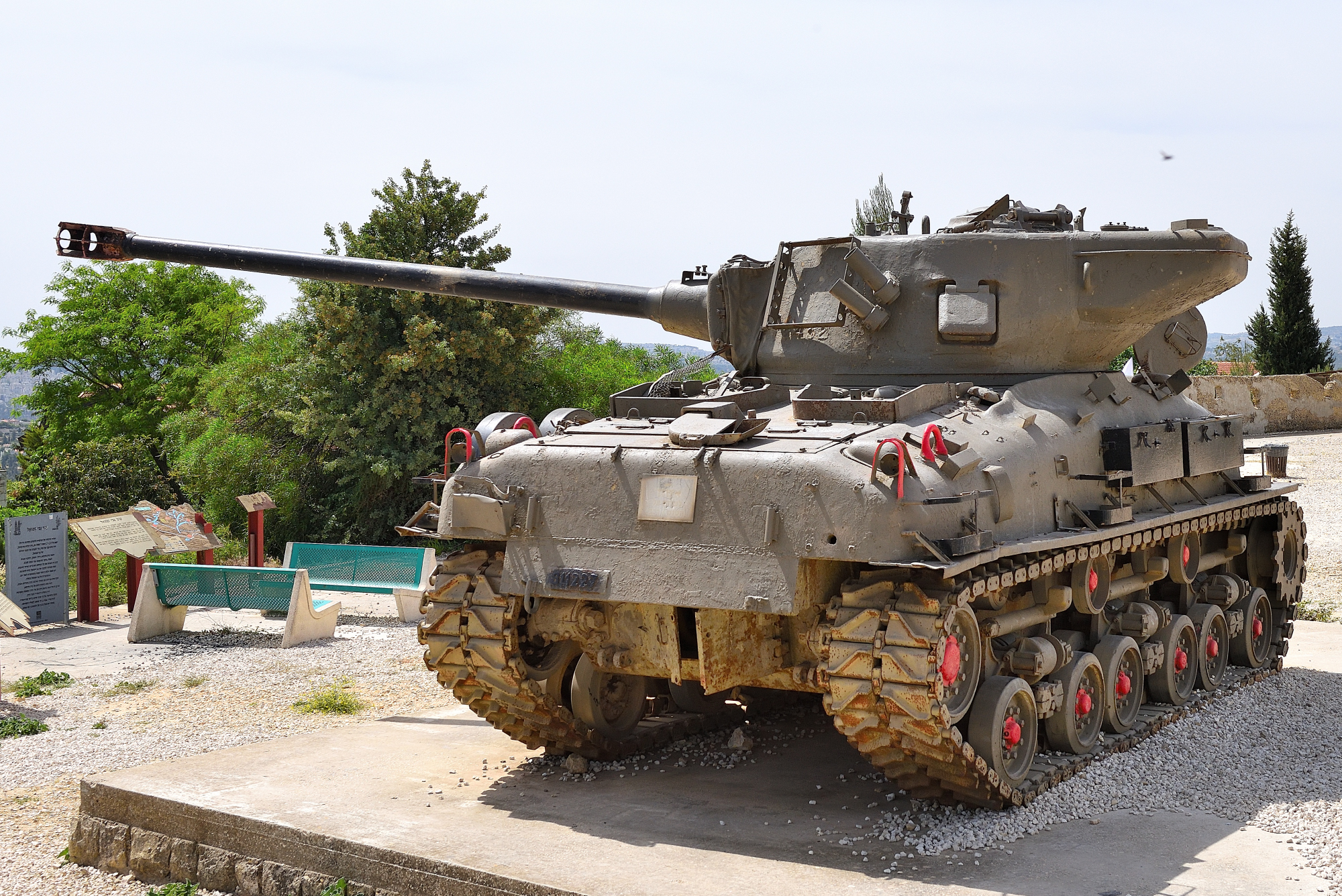
エンジンデッキ後部に排気管移設されたM51スーパーシャーマン

1975年頃から開始された改修を受けた車両が"Degem Dalet" (D型) 、あるいは"改修バッチ3"と呼称されている。改修バッチ3の内容は、車体下部リアパネルに装備されていたエンジン排気管が車体上部のエンジンデッキ上に移設された事である。これ以外はバッチ2とほぼ同じであるが、この後1980年代初頭には砲塔上（砲塔中央部分）に迫撃砲を搭載し、砲塔中央にあったM2重機関銃の機銃架を廃止して車長用キューポラの横に7.62mm M1919機関銃を搭載する改修を施したり、また主砲上に同軸機銃としてM2重機関銃を装備したりする改修も行われている。また、エンジンの排熱効率を上げるためM4A1車体の車体上部後面パネル部分を一度切断し、数10cm延ばして再度溶接し、増えた下側の空間に排気用ルーバーを増設した車両もあり、この改修は"改修バッチ4"と呼称されている。ただこの頃にはすでに国産のメルカバMk.I戦車の開発も進んでおり、M51は1980年代には徐々に退役し一部はチリ陸軍に売却され、また一部は予備役装備となった後、後述の派生車両のベース車体として再利用されたりした。なお、M50とは異なり南レバノン軍への供与は行われていないと見られる。

## その他の派生型
M4は特殊車輌のベースとしても多用され、イスラエルでも多くの派生型が使用されている。ここでは本家アメリカが開発・製造してイスラエルが導入した型と、イスラエルが独自にM4やM1/M50/M51を改修して製造した型とに分けて解説する。

### アメリカ・イギリス開発の車輌

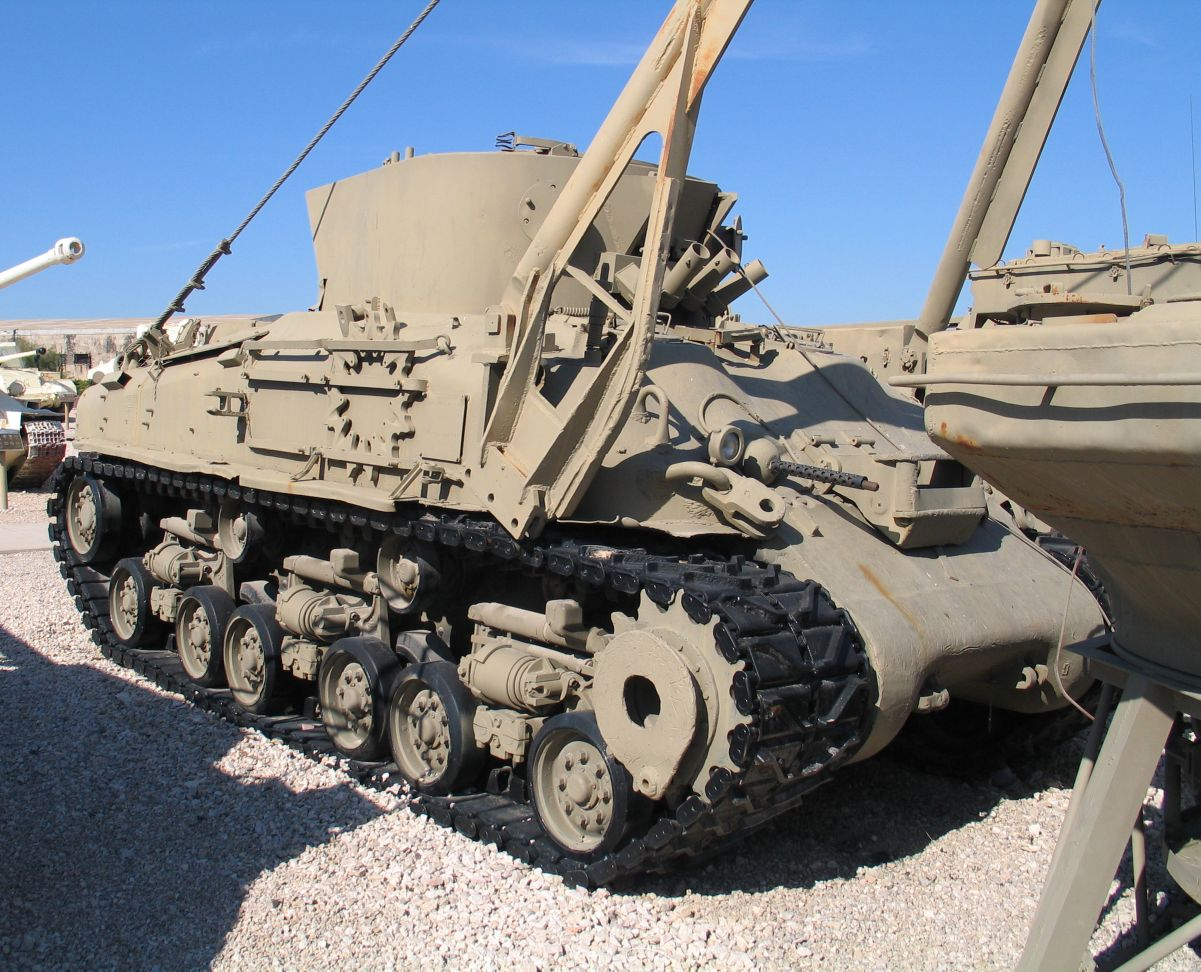
M50スーパーシャーマン改造のM32戦車回収車

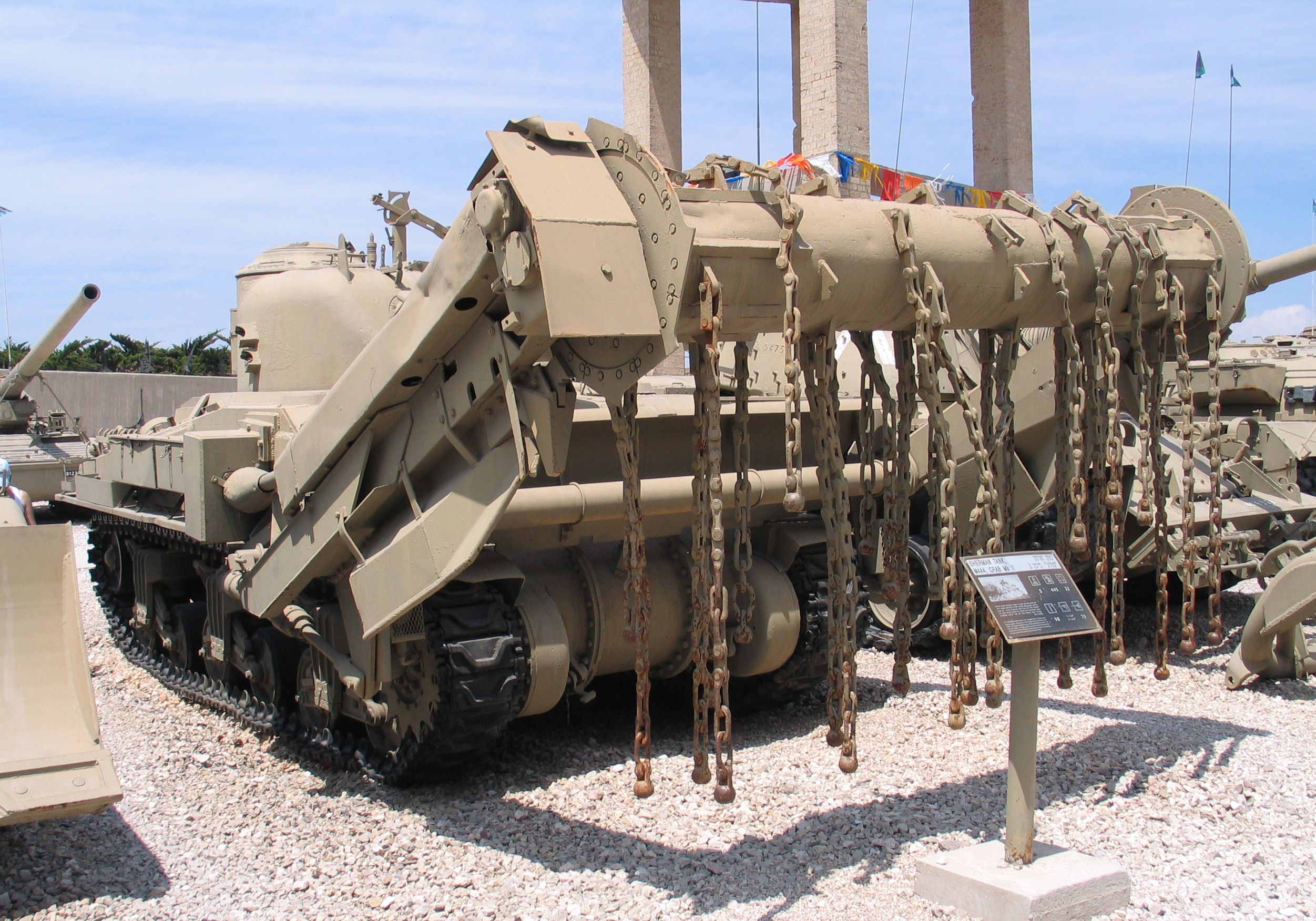
シャーマン・クラブ

M32戦車回収車
通常のM4と共に導入され、後に退役したM1/M50スーパーシャーマンを改造した車輌も登場している。
アメリカ軍や自衛隊のM32戦車回収車は車体前部に迫撃砲を装備しており、煙幕を張る為に使用されるが、イスラエル軍仕様では戦闘室前面に筒状の発煙弾発射機が装備されている。

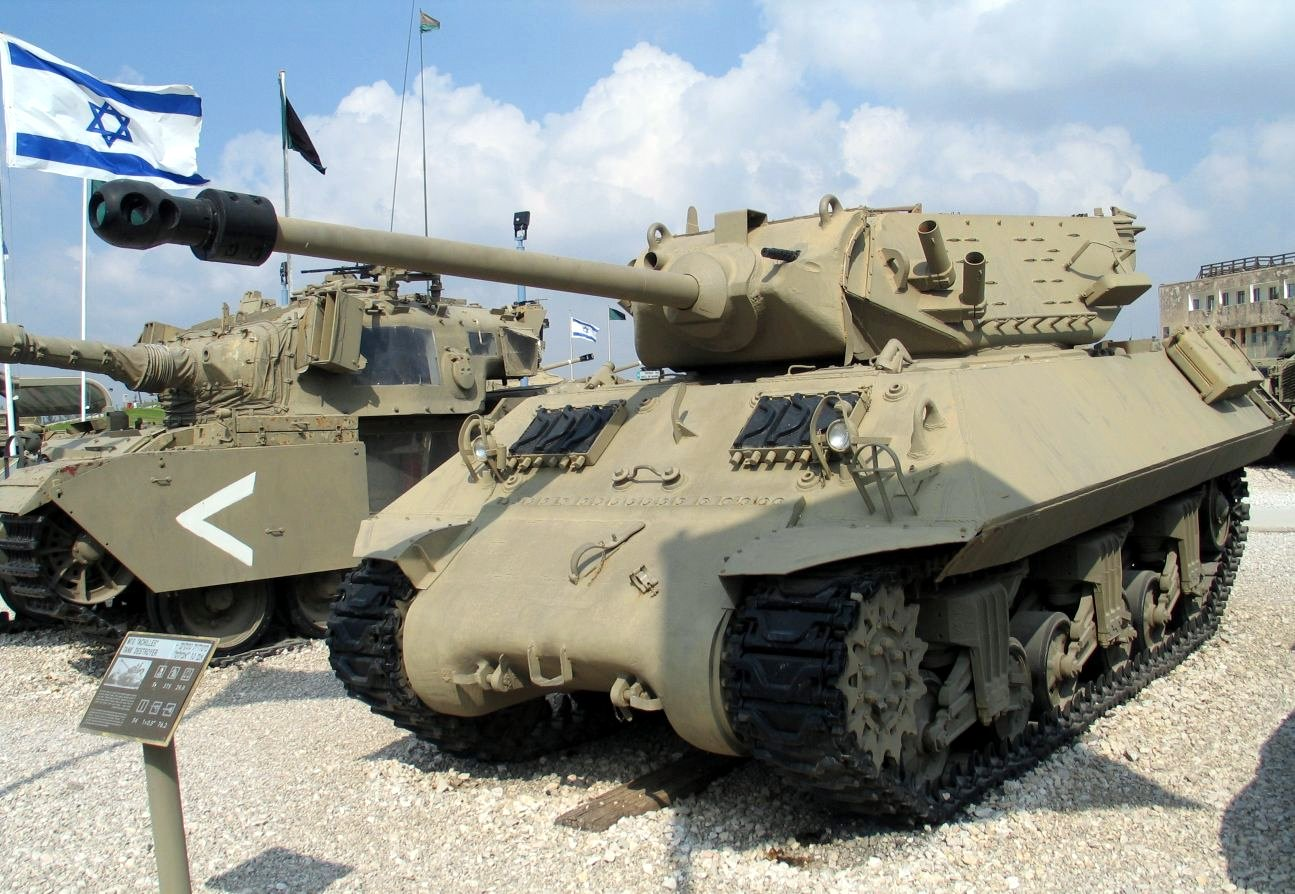
M10アキリーズ駆逐戦車
第二次中東戦争時にエジプト軍から鹵獲された車両で、フランス製の発煙弾発射機を装備するなど大戦中のモデルとは異なる改修が施されている。

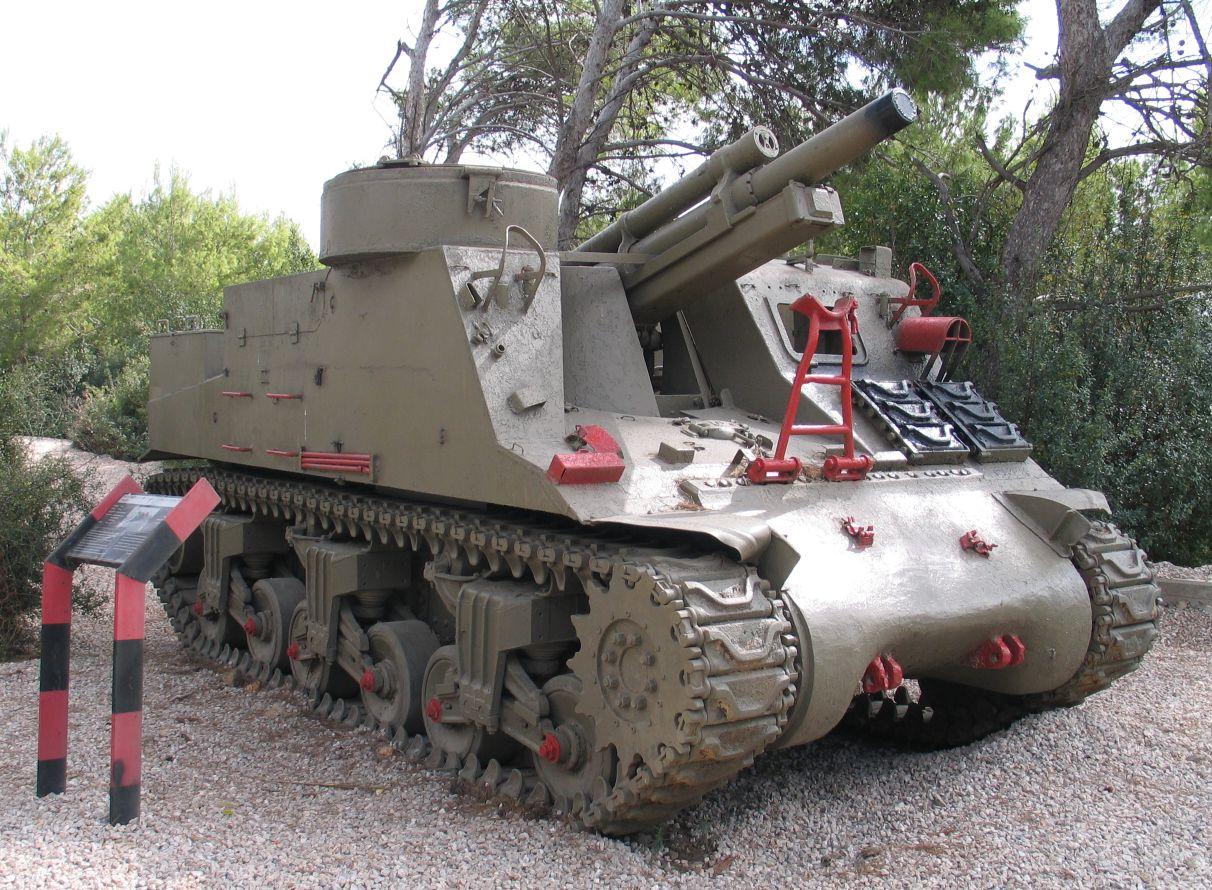
M7B1プリースト自走榴弾砲
フランスから導入。予備履帯装備方法など、細部にアメリカ軍仕様との違いが見られる。後に砲を外して装甲兵員輸送車として使用された車両もある。（M50やM51と同じくHVSS・カミンズディーゼルエンジンに換装された物が存在するとする資料も有るが、写真や実車は確認されていない模様。）
シャーマン・クラブ
地雷処理用のチェーンローラーを装備した地雷処理戦車。シャーマン・フレイルと呼ばれる例も有る。第二次世界大戦中にイギリスで開発された。
ラトルン戦車博物館の現存車両では、M4A4車体、VVSSサスペンションのままエンジンをカミンズ製ディーゼルエンジンに換装し、車体側面にM50やM51に見られるような雑具箱、ジェリカン等が装着されている。

### イスラエル独自の車輌
IDFは慢性的に各種の装甲戦闘車輌が不足しそれを導入・更新するための資金も決して潤沢なものではなかったため、スーパーシャーマンはその後継であるショットやマガフが導入されてからも自走砲を始めとする各種の支援車輌に改造され、1967年の第三次中東戦争や1973年の第四次中東戦争、1978年の第一次レバノン侵攻（リタニ作戦）、1982年の第二次レバノン侵攻（レバノン戦争。イスラエル側の作戦名は「ガリラヤの平和作戦」）にも投入された。

#### 自走砲

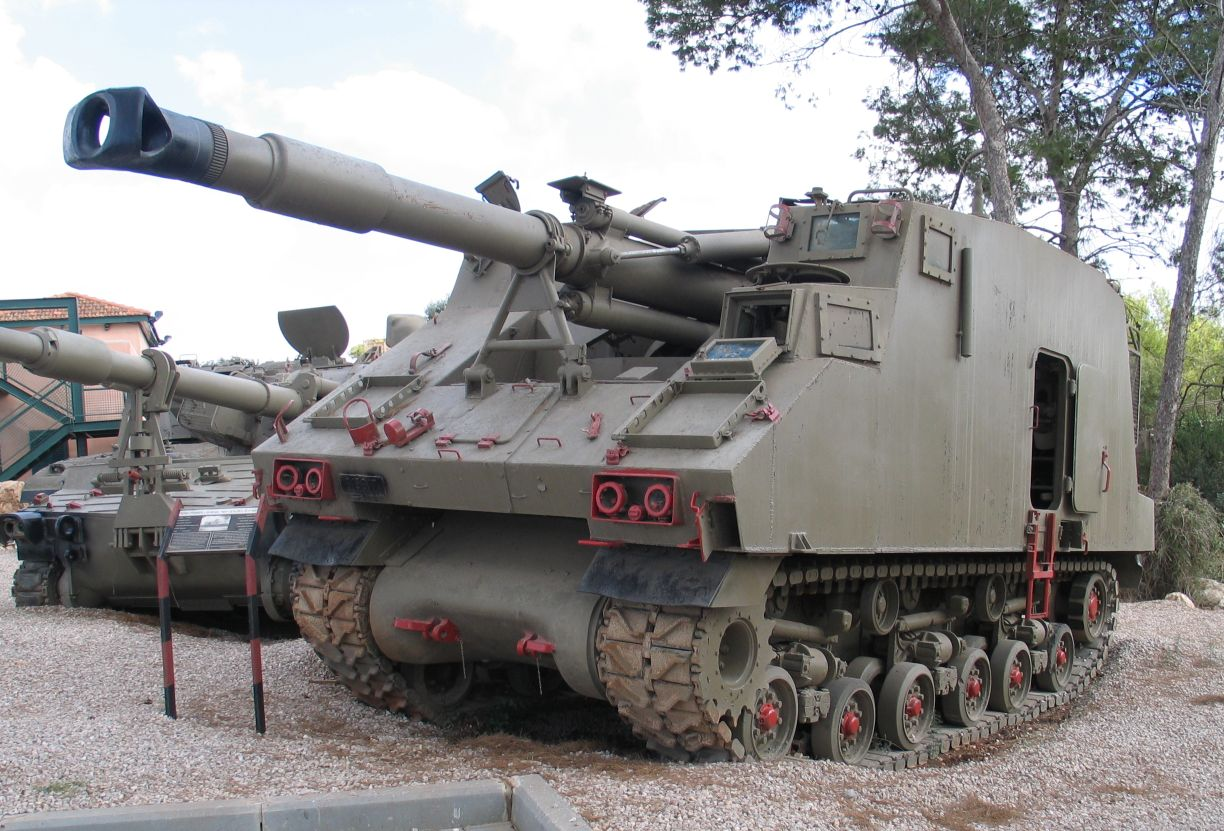
L33 155mm自走榴弾砲

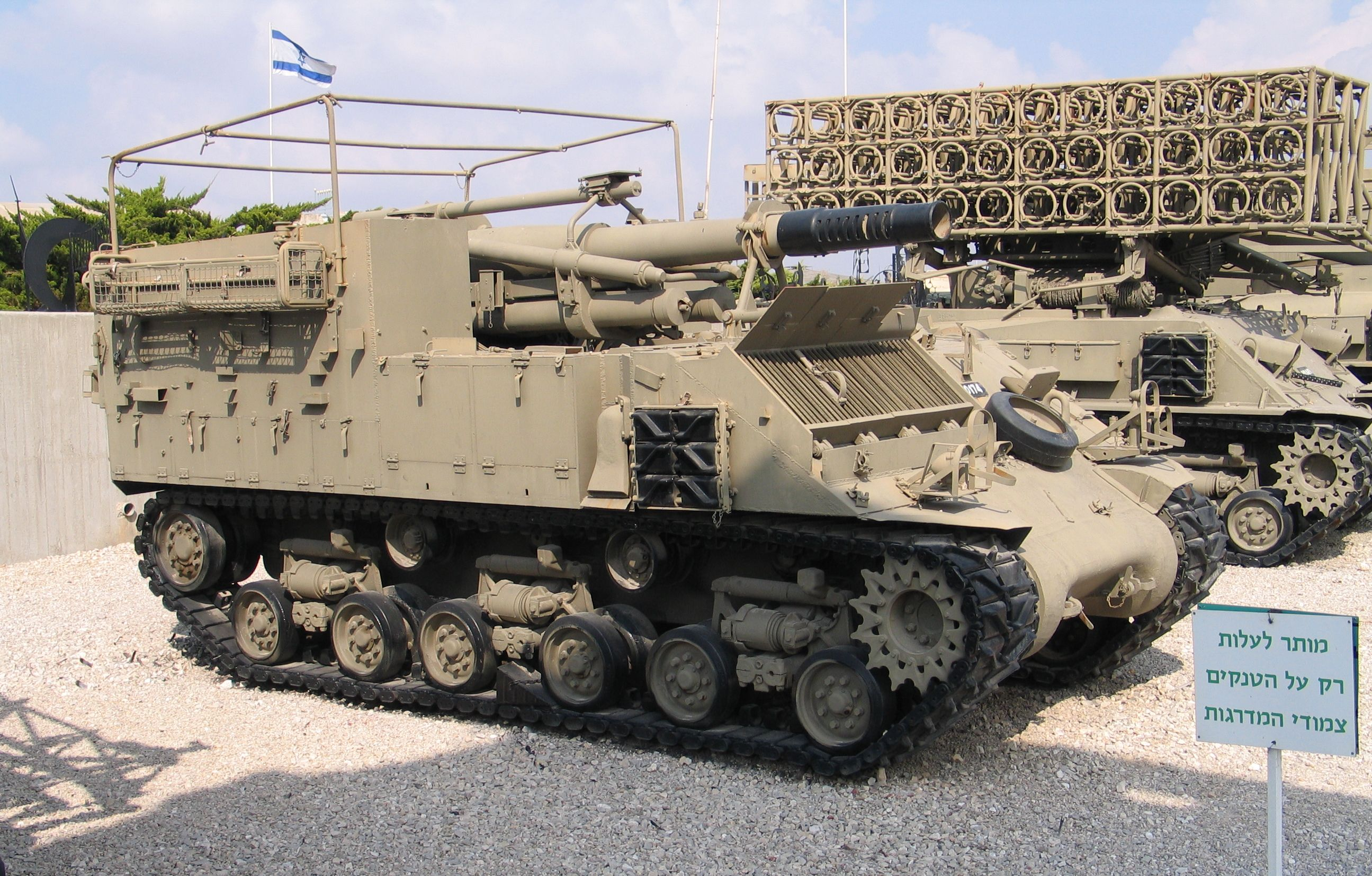
M50 155mm自走榴弾砲
M4A4のエンジンを前部の補助操縦席部分に移して、オープントップの後部にフランス製M50 155mm榴弾砲を搭載している。後にHVSSとカミンズエンジンに換装されたがソルタムL33 155mm自走榴弾砲やM107 175mm自走砲に更新され、後述のアンビュタンクに改装された。
ソルタムL33 155mm自走榴弾砲
自走榴弾砲M50の後継として開発された。M4の車体上に密閉型の戦闘室を設けてイスラエル国産の33口径ソルタムM68 155mm榴弾砲を装備している。第四次中東戦争で運用されたが、後に前線部隊の装備はM109 155mm自走榴弾砲に更新されている。
マクマト 160mm自走迫撃砲
余剰化したスーパーシャーマンの車体前部をオープントップ式の戦闘室に改造して、ソルタム社製M66 160mm迫撃砲を装備した自走迫撃砲。車体前部の装甲板は乗員の乗降や砲弾の積載に有利なように蝶番によって下部方向に展開可能。
なお、マクマト（Makmat）とはヘブライ語でMargema Kveda Mitnayaat＝自走重迫撃砲の略称であり、M3ハーフトラックにソルタムM65 120mm迫撃砲を搭載した120mm自走迫撃砲もマクマトと呼ばれる。

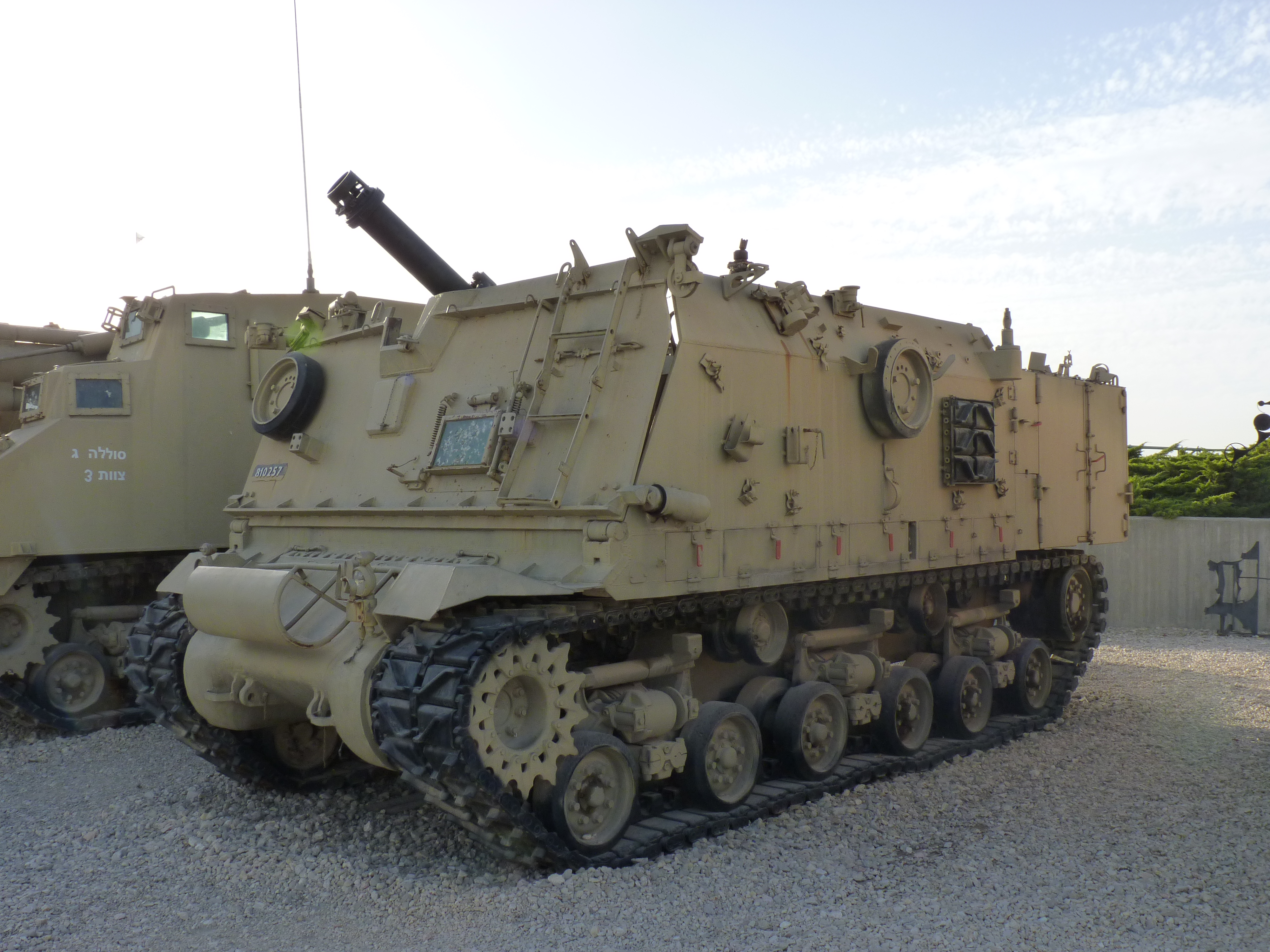
マクマト 160mm自走迫撃砲
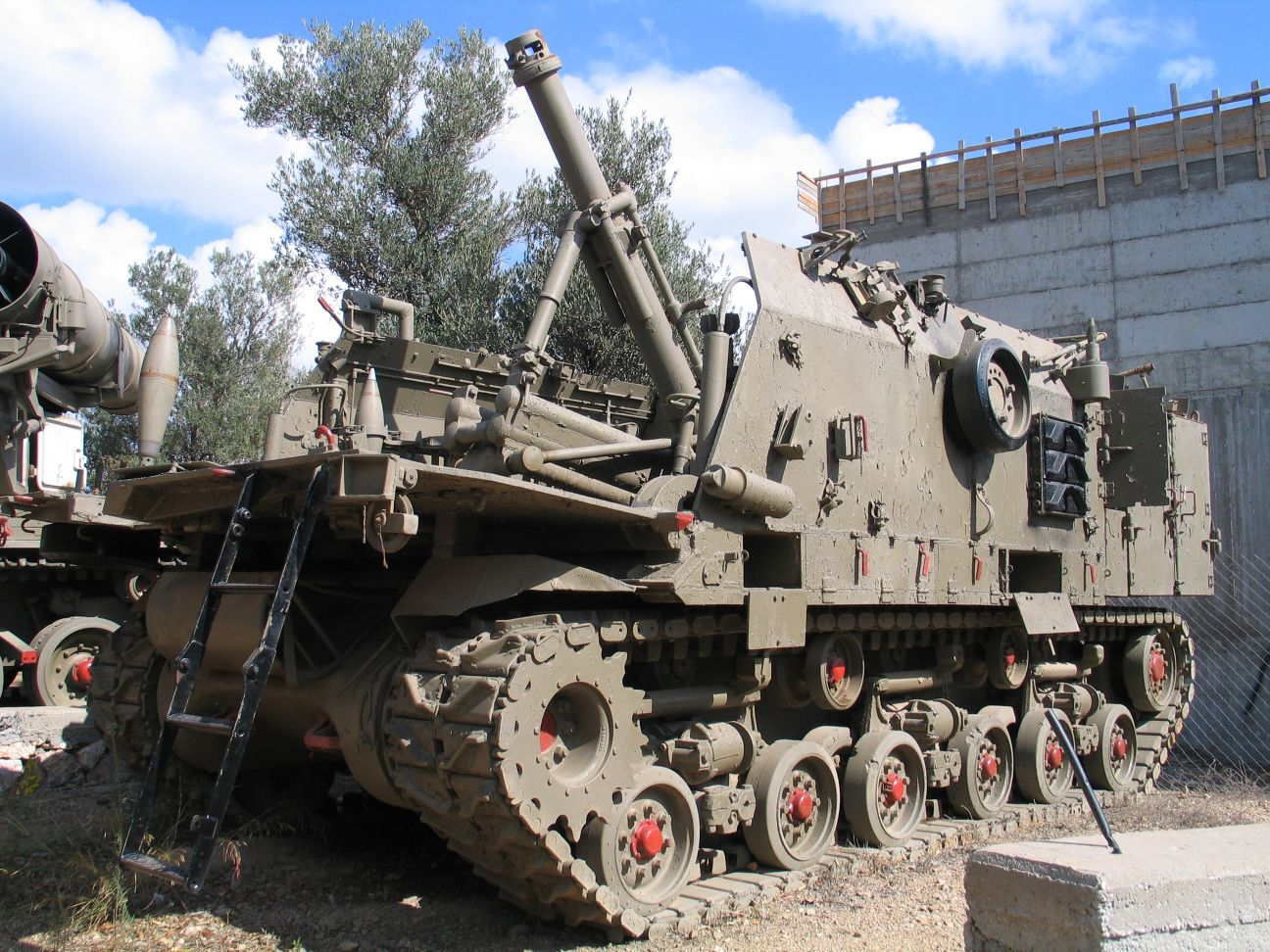
車体前部の装甲板が開いている

シャーマンMRL
砲塔を外して多連装ロケット砲を装備した車輌。鹵獲したソ連製の多連装ロケット砲BM-24（カチューシャ）のロケット弾をコピーした240mmロケット弾36連装ランチャーを搭載したMAR-240と、290mmロケット弾4連装ランチャーを搭載したMAR-290とが存在する。MAR-290にはショットを基にした車輌も存在するがMLRSに更新されて現役装備から外された。

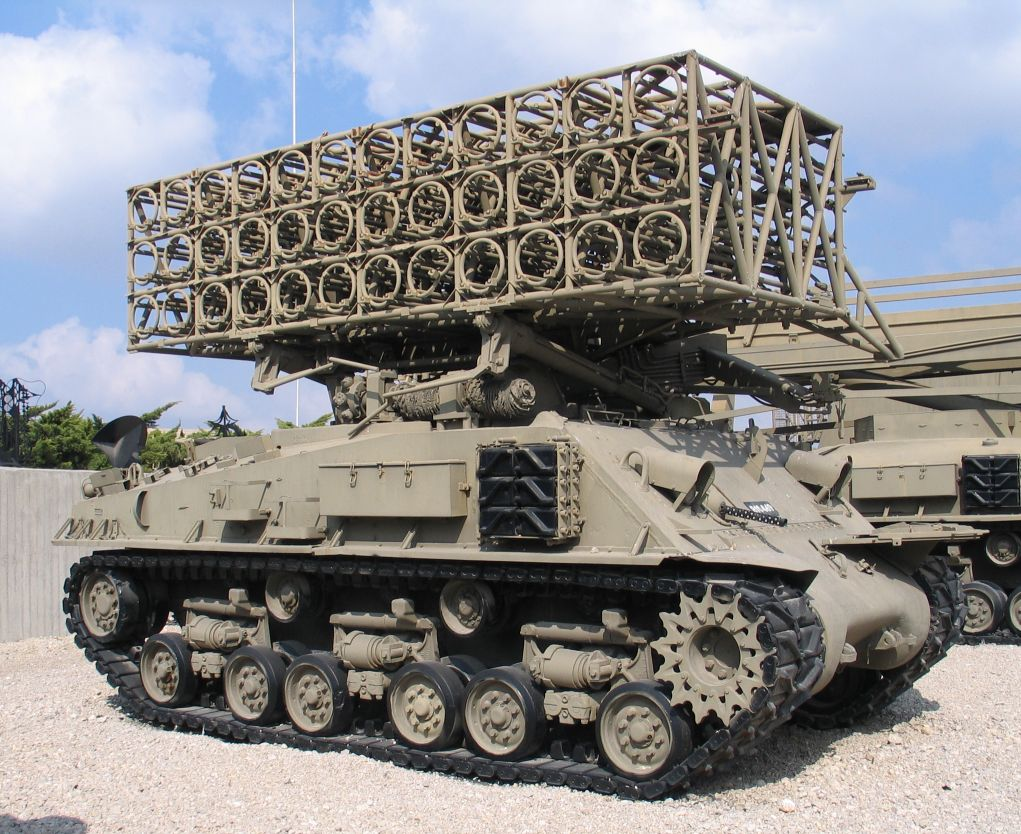
MAR-240。発射機は右舷側に向けられている
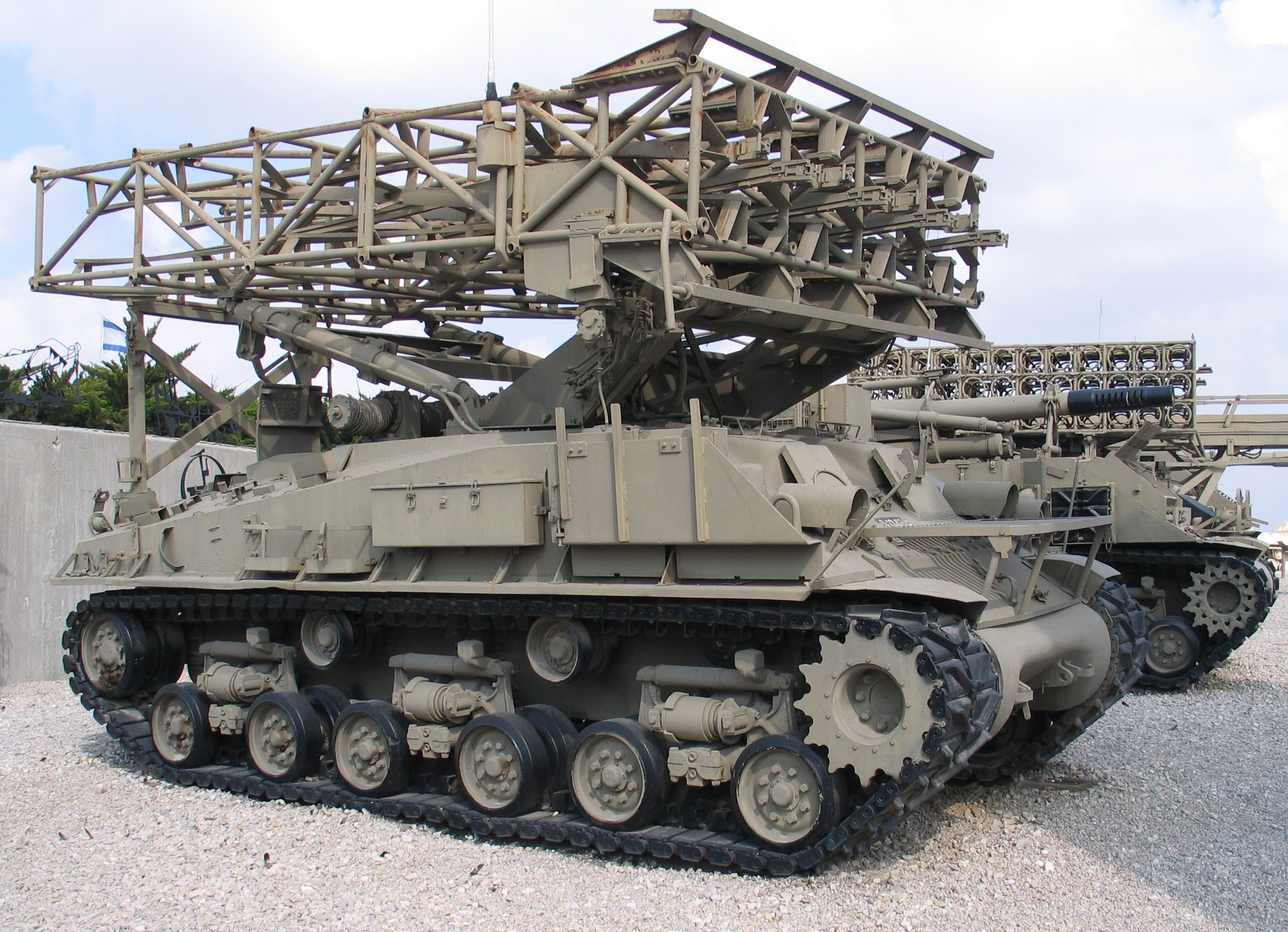
MAR-290。発射機は車体後方に向けられている

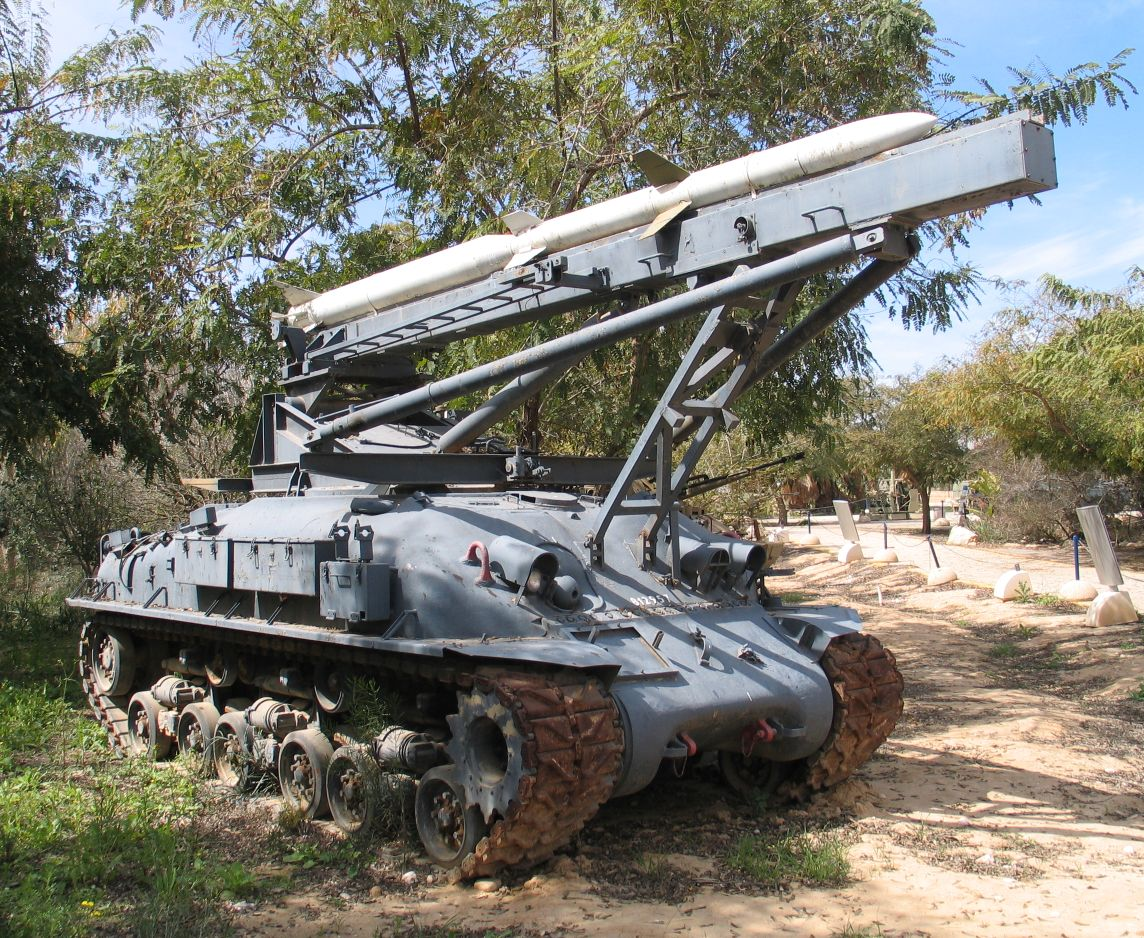
キルション自走対レーダーミサイル。車体上部にAGM-45シュライクのランチャーを搭載している

キルション
退役したM51スーパーシャーマンの車体にAGM-45シュライク対レーダーミサイルの単装ランチャーを装備した対レーダー車両。第四次中東戦争の最中にエジプトやシリアのS-125（SA-3ゴア）や2K12（SA-6ゲインフル）などの新型地対空ミサイルによって多数の航空機を撃墜されたイスラエル軍が、航空機を使用せずに地対空ミサイルを無力化するために開発した。Kachlilitとも言われる。なおキルション（Kilishon）はヘブライ語でトライデントを意味する。

#### その他の各種支援車輌

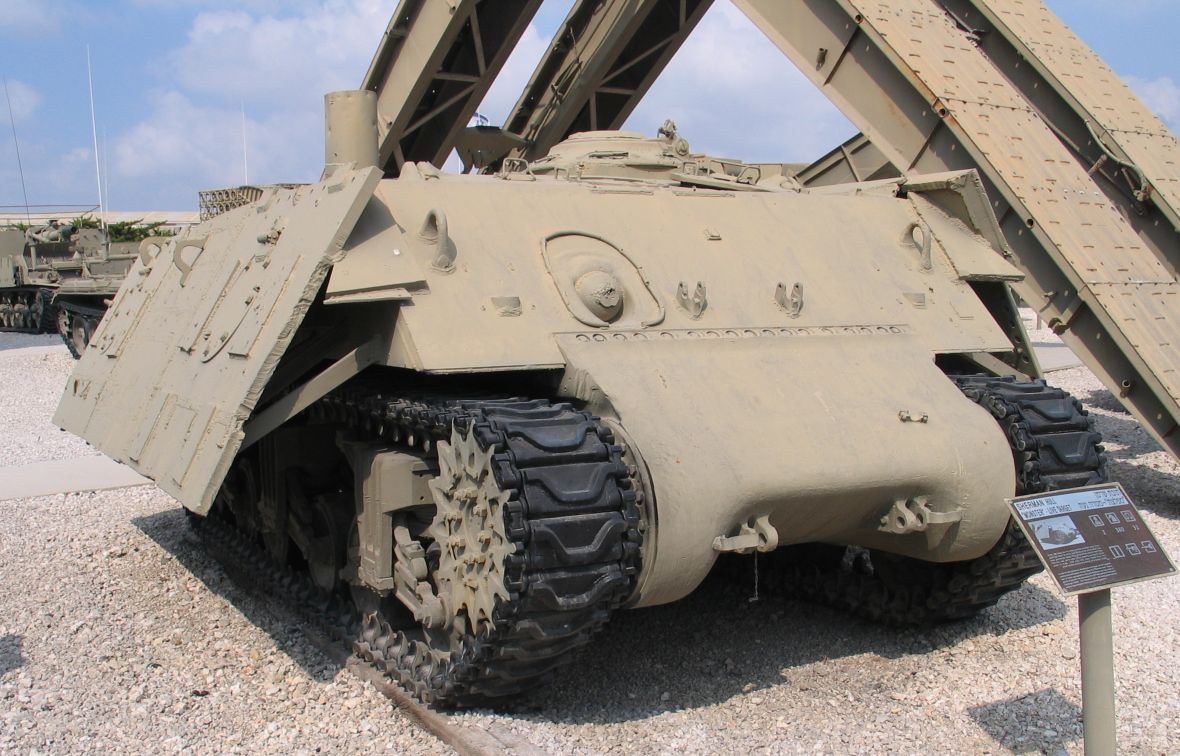
モンスター標的戦車。
車体左右に斜めに傾けた装甲板が取り付けられている

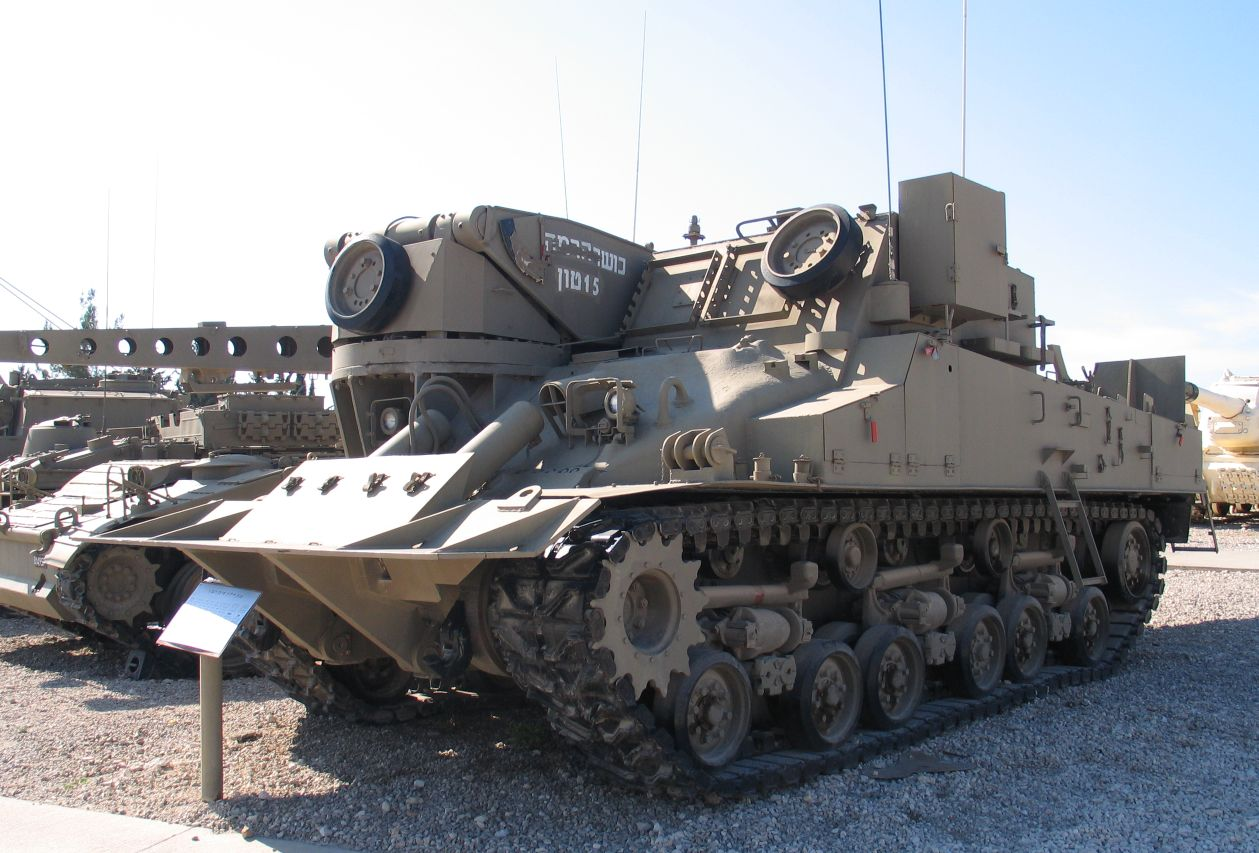
トレイルブレイザー戦車回収車

アンビュタンク, シャーマン装甲救急車
負傷者搬送用の車輌。アンビュタンク（Ambutank)とはAnbulanceとTankを組み合わせた造語である。M4A1(76)Wの砲塔を外してその下にエンジンを移して後部を救護室にした前期型と、余剰化したM50 155mm自走榴弾砲の戦闘室を密閉して救護室にした後期型の2種類が存在する。

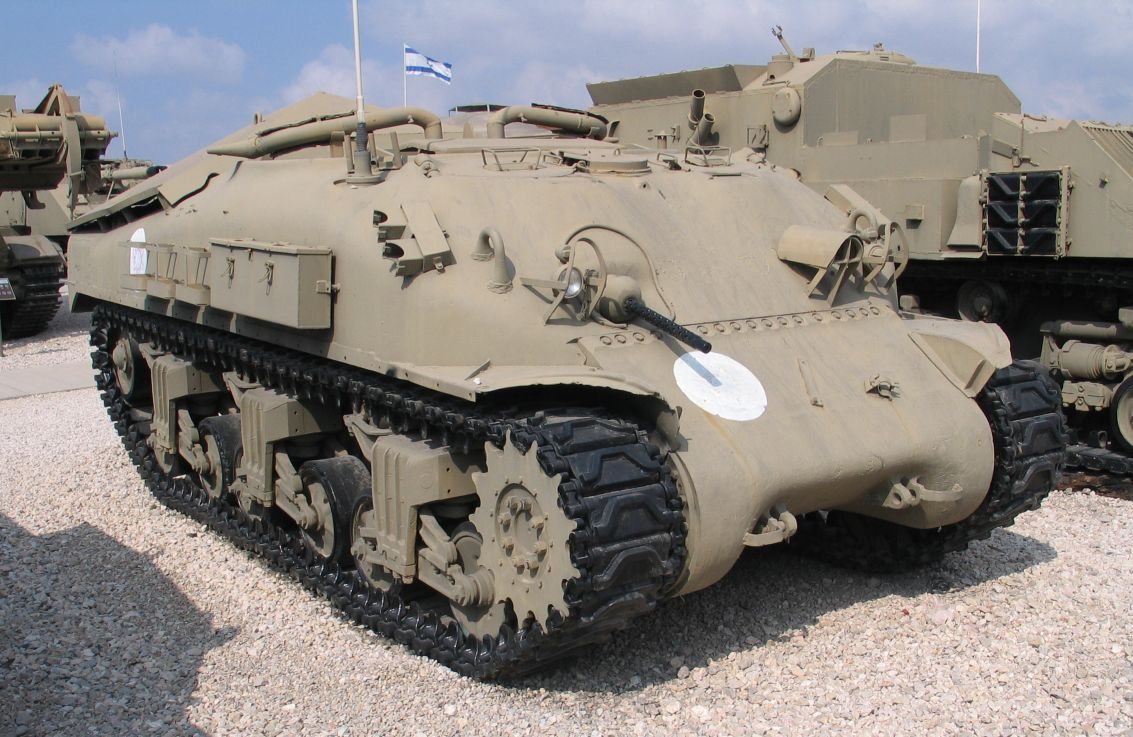
M4A1（VVSS）改造のアンビュタンク
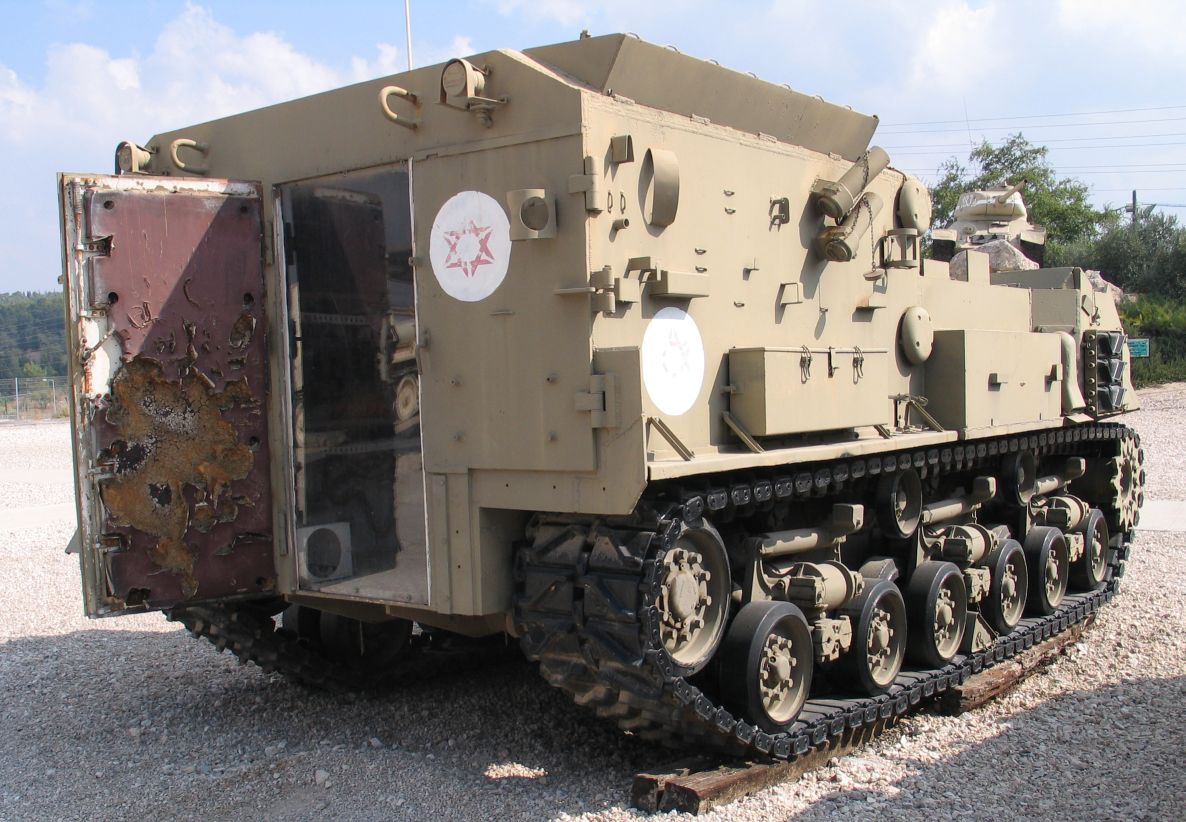
M50 155mm自走榴弾砲改造のアンビュタンク

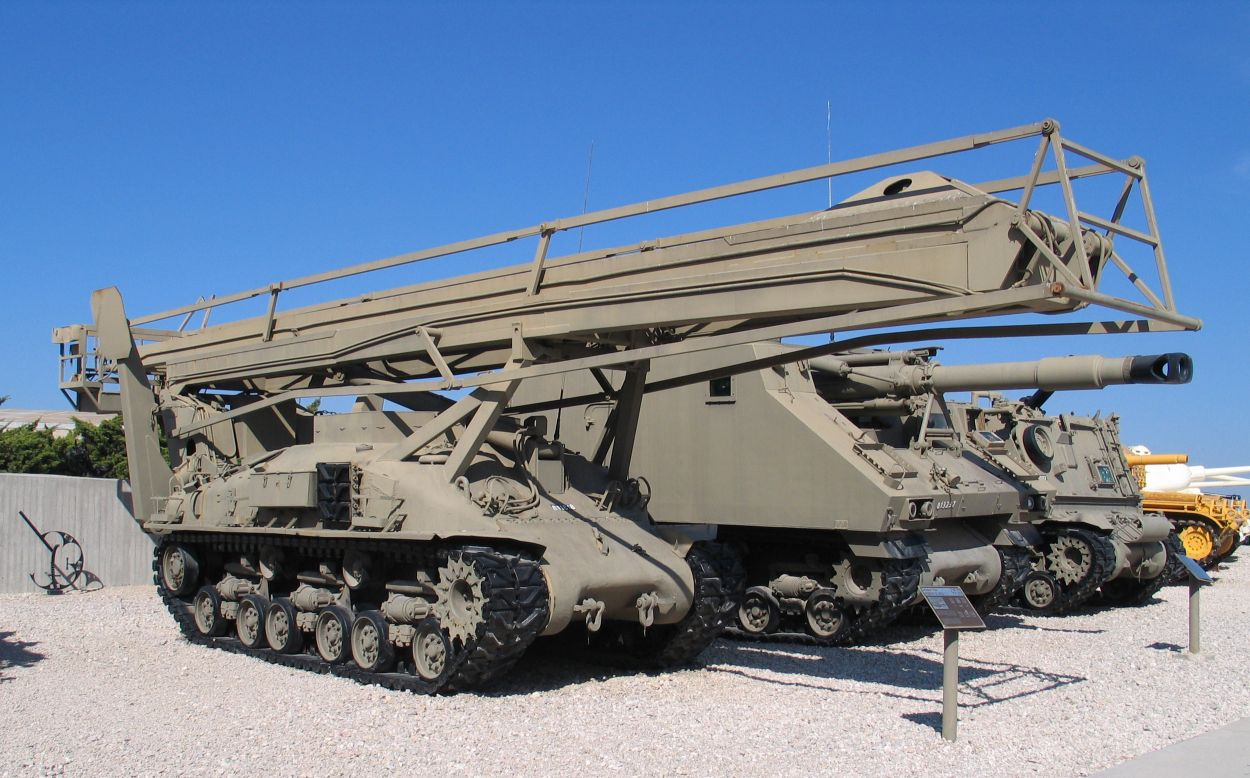
ヤール観測戦車
M1スーパーシャーマンの砲塔を外して巨大な伸縮式の観測台を備えた観測車輌。最大30メートルに達する。3台が改造され第四次中東戦争で使用された。
モンスター標的戦車
退役したM4戦車の砲塔を撤去して車体外部に斜めに傾斜した装甲板をボルト止めした車輌で、イスラエル軍では戦車部隊の移動目標砲撃訓練の仮想標的として用いられる。現代のイスラエル軍の主力戦車であるメルカバやマガフ、ショットが主砲上部にM2 12.7 mm 重機関銃を搭載して同軸機銃としている理由の一つはこのモンスター標的戦車を相手にした移動目標砲撃訓練に使用するためである。
トレイルブレイザー戦車回収車
M51スーパーシャーマンをベースにした回収車。車体右側の補助運転手兼機銃射手の席の部分に巨大なクレーンを装着し、車体前面にドーザーブレード、車体上面には平面で構成された密閉式の乗員室、車体側面にも大型の雑具箱が装着されている。ドイツ連邦軍のレオパルト1戦車をベースとしたベルゲパンツァーや、陸上自衛隊の78式戦車回収車に似た車体構成となっている。生産数、時期など詳細は不明。

#### 輸出型
M50 APC
1970年代、余剰となったM50スーパーシャーマンの一部がレバノン内戦時にレバノン軍団や南レバノン軍（South Lebanon Army）に供与された。南レバノン軍に供与されたM50スーパーシャーマンの中には、後に、砲塔を撤去し防弾版とM2重機関銃を装備したAPC(装甲兵員輸送車）に改造された車両が存在する。また、南レバノン軍にはM50スーパーシャーマンと同時期に、M32戦車回収車も供与されている。
M60
1970年代に退役したM50/M51スーパーシャーマンの一部はチリ陸軍に供給されたが、更に1980年代にはイスラエル軍事工業社（Israel Military Industries、通称IMI）が開発した60 mm 高速砲（HVMS）を搭載し、エンジン改装などの改良が加えられてM60と改められた。現在は同砲を搭載したピラーニャ装甲車への転換が進められている。

## 備考
一部資料やプラモデルの商品名などで、M51スーパーシャーマンが「アイシャーマン（Isherman）」と呼称されている事があるが、これはM50スーパーシャーマンとの区別のために西側メディアが勝手に付けたものである。さらに実際にIDFで「スーパーシャーマン」と呼ばれていたのはM1のHVSS/カミンズエンジン装備型のみであるとも言われている。

## 参考書籍
- 月刊グランドパワー 2005年12月号、2006年2月号 特集「イスラエル軍のシャーマン」 ガリレオ出版
- SabIngaMartin Publications - Lioness & Lion of the Line Volume 1 - M50 and M51
- SabIngaMartin Publications - Lioness & Lion of the Line Volume 2 - M50 and M51
- SabIngaMartin Publications - Lion & Lioness of the Line Volume 5 - The First IDF Sherman Tanks
- SabIngaMartin Publications - Lion & Lioness of the Line Volume 6 - Early IDF Sherman Tanks
- SabIngaMartin Publications - Lioness & Lion of the Line Volume 10 - M51 Sherman tanks of the Six Day War Part 1
- SabIngaMartin Publications - Lioness & Lion of the Line Volume 12 - M1 Sherman
- SabIngaMartin Publications - Lioness & Lion of the Line Volume 14 - M1 Super Sherman

## 登場作品
『war Thunder』
イスラエルの中戦車として登場。初期車両のM4A1車体のM-51と課金車両のM4A3車体のM-51(W)が登場する。なおM4A1車体のM-51はアメリカ、イギリス、フランス、イスラエルの陸軍いずれかをランク４まで進めないと購入が出来ない
『World of Tanks』
フランスで改造された、足回りがVVSSのままで砲身長が51口径だった、M51スーパーシャーマン試作型が、プレミアム車輌のフランス中戦車M4A1 Revaloriséとして販売。